# Beinn Teallach
Beinn Teallach ist ein 914,6 m (3.001 ft) hoher Berg in den schottischen Highlands. Bekannt ist er vor allem als der niedrigste Munro. Sein gälischer Name kann in etwa mit Berg der Schmiede übersetzt werden.

## Lage und Beschreibung
Beinn Teallach erhebt sich zwischen Loch Lochy und Loch Laggan, nördlich der A86 und dem Bahnhof Tulloch Station. Er ist der westliche und etwas niedrigere Nachbar des auffälligeren, 1052 m hohen Beinn a’ Chaorainn, von dem ihn ein steiler Taleinschnitt trennt, durch den der Allt a’ Chaorainn südwärts zum River Spean fließt.
Der Berg hat größtenteils rundliche Form und ist mit Gras bewachsen, nur seine Ostseite fällt in steilen Klippen ab.
Die Gipfelpartie bildet zwei Spitzen im Abstand von etwa 100 Metern aus. Auf beiden stehen Steinsäulen. Der mit 915 beschriftete Höhenpunkt auf den Karten des Ordnance Survey liegt auf der nordöstlichen Spitze. Eine Amateurmessung im Jahr 2009 ergab, dass der nordöstliche Gipfel 0,5 m höher ist, obwohl der südwestliche visuell höher erscheint.

## Klassifikation
Lange galt Beinn Teallach als der höchste Corbett. Erst eine genauere Vermessung ergab Anfang der 1980er Jahre, dass er die 3000-Fuß-Marke um 20 cm überragt. Der Scottish Mountaineering Club (SMC), der in der Nachfolge von Hugh Munro die Liste der Munros betreut, nahm ihn daraufhin 1984 in die Liste auf,  in der er seitdem als der niedrigste Munro ausgewiesen wird. Er liegt in Luftlinie gut 24 km nordöstlich des Ben Nevis, des höchsten Munros.
Die Höhe wurde im Sommer 2011 bei einer inoffiziellen, von der Munro Society durchgeführten Messung mit Präzisions-GPS bestätigt.

## Bedeutung
Beinn Teallach gilt als wenig reizvoller Gipfel und wird nur der Vollständigkeit halber beim Munro-Bagging bestiegen, zumal sein östlicher Nachbar Beinn a’ Chaorainn nicht nur deutlich höher, sondern mit seinem langen felsigen Gipfelgrat auch spektakulärer ist.